# Chiesa di Santa Margherita (Treviso)
La chiesa di Santa Margherita è un edificio religioso, oggi sconsacrato, di Treviso, situato presso l'omonimo ponte, a pochi passi dal Quartiere Latino.

## Storia
La chiesa e il convento di Santa Margherita vennero fondati dai frati dell'ordine degli Eremitani, che nel 1266 si stabilirono definitivamente nel nuovo borgo di San Paolo a Treviso, al di là del fiume Sile a sud della città. Il convento agostiniano andava imponendosi come centro di elaborazione culturale, entrando in possesso, tramite acquisti e donazioni, di una serie di immobili nell'area circostante, che andava acquistando carattere residenziale, tanto che, nel '300, sarebbe diventata "contrada Santa Margherita". La costruzione della chiesa è attestata a partire dal 1282 e prese come modello gli Eremitani di Padova, per l'assenza del transetto.
Santa Margherita divenne il luogo sacro di riferimento della piccola ma molto potente comunità fiorentina attiva a Treviso nel Medioevo. Qui i fiorentini esercitavano il credito e attività di prestatori, mercanti, notai.
Nella Chiesa di Santa Margherita si tenne il 29 aprile 1364 il funerale di Pietro Alighieri, a cura di fra Liberale e Leonardo di Baldinaccio. Questi ultimi commissionarono la costruzione del monumento funebre da collocarsi nel Chiostro della suddetta chiesa. A seguito dell’arrivo dei francesi all'inizio dell'Ottocento questo monumento fu demolito. I canonici, tuttavia, riuscirono a salvare in parte la sepoltura e il monumento di Pietro Alighieri, occultandone le parti in un cortile tra il Duomo e la Biblioteca Capitolare. La tomba venne ricomposta nel 1935 nella chiesa di San Francesco, dove si trova tuttora.
Nell'estate del 1462 vi fu sepolto Cristoforo Mauruzi da Tolentino (deceduto a Treviso il 24 luglio), in una cappella da lui fondata e dedicata al suo santo patrono, Nicola da Tolentino, per la cui santificazione il padre, il celebre condottiero Niccolò da Tolentino, era intervenuto presso papa Eugenio IV. La cappella ospitava un monumento con una statua in marmo e un epitaffio in suo elogio, ma oggi non vi è più traccia della onorevole memoria che gli era stata eretta.

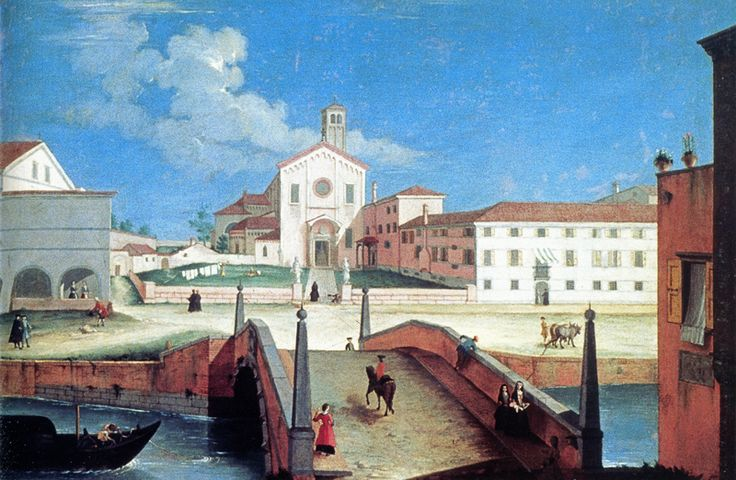
Medoro Coghetto - Santa Margherita (XVIII secolo). La veduta illustra l'aspetto del convento degli Eremitani di Santa Margherita, pochi anni prima degli sconvolgimenti avvenuti a partire dal periodo napoleonico.

In alcuni locali appartenuti al convento degli eremitani erano stati costruiti, fin dall'ultimo periodo veneziano, dei forni militari. Sotto il governo napoleonico, tutti i beni del convento vennero incamerati dallo Stato con processo verbale del 2 giugno 1806. La comunità agostiniana venne incorporata a Santo Stefano a Venezia per effetto del decreto del 28 luglio 1806. Quindi il convento venne soppresso, la chiesa fu sconsacrata e adibita a deposito di fieno a uso militare, e iniziarono pesanti manomissioni e demolizioni (tra cui quella del campanile). Dal 1808, e fino all'ultimo conflitto mondiale, l'ex convento divenne la sede dell'Intendenza di Finanza di Treviso.

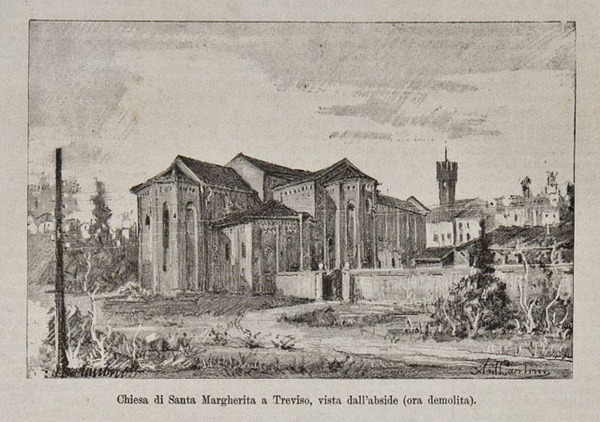
Disegno dal vero di Antonio Carlini raffigurante l'abside dell'ex chiesa poco prima delle demolizioni del 1883.

Cavallerizza e panificio militare dal ponte "regina Margherita", 1908. L'edificio dell'ex chiesa è stato ridotto nel fabbricato della cavallerizza (dal 1883).

Verso il 1870, l'ex chiesa, da magazzino, fu convertita a cavallerizza militare. Nel 1883, la decisione di realizzare una nuova cavallerizza militare comportò una demolizione e trasformazione dell'edificio, operate dal Genio Militare. Venne demolita anche la cappella laterale dove vi erano le Storie di Sant'Orsola, fortunatamente staccate e poste in salvo dall'abate Luigi Bailo insieme allo scultore Antonio Carlini e al pittore Girolamo Botter.
Il complesso venne colpito dal bombardamento del 7 aprile 1944, che polverizzò tre lati di uno dei due chiostri.
Dal 1948, su iniziativa del sovrintendente Ferdinando Forlati, l'edificio dell'ex chiesa venne ricostruito da Mario Botter riportandolo alle proporzioni originarie. Dal 1967 al 1997 l'edificio così restaurato venne adibito a palestra (Gymnasium).
Nel 2006, il chiostro superstite è diventato sede dell'Archivio di Stato di Treviso.
La chiesa fino a qualche anno fa si presentava come un edificio disadorno in stato di abbandono, tuttavia è stata oggetto di un profondo restauro, tra il 2014 e il 2020. 
Dal 2021 è sede del Museo Nazionale Collezione Salce del Ministero della Cultura.

## Architettura
Nonostante le complesse vicissitudini, l'edificio presenta oggi dimensioni corrispondenti a quelle stabilite nel Decretua Tarvisi pro constructione ecclesiae Sancte Margherite, una delibera del Consiglio dei Trecento del 24 marzo 1282. 
La navata è lunga 42 metri e larga internamente 14,25, la lunghezza totale dell'edificio, compresa la zona absidale è invece 48,96 metri.

### Esterno
Ha le pareti in laterizio, con facciata a capanna aperta da due monofore e sesto acuto e da un ampio rosone; è priva di portale, mentre l'accesso è garantito da una piccola porta.

### Interno
L'interno è ad aula unica, molto allungata, chiusa da tre cappelle absidali a terminazione rettilinea. 
Tenendo ancora presenti le misure, si può notare come lo spazio risulti composto dalla giustapposizione di tre quadrati di 14 metri di lato,  caratteristica ricorrente nell'edilizia eremitana.
L'altezza della navata è quasi uguale alla sua larghezza
Sulla parete di fondo si aprono tre arconi a sesto acuto in mattoni. 
La cappella centrale è più ampia e ha base quadrata. Tutte e cinque le luci, di forma rettangolare, sono di recente fattura.
Le due cappelle laterali hanno invece base rettangolare e sono illuminate da due sottili finestre incorniciate da finti mattoni affrescati di rosso e bianco.
Le volte sono a crociera, con costoloni in mattoni rossi, detti "botazi", tipici dell'ambiente veneziano e chiavi di volta di forma circolare.
Una sottile cornicetta rossa affrescata definisce il contorno dei tre arconi e dei costoloni delle volte

## Opere d'arte
Al suo interno Santa Margherita era completamente affrescata e conservava il ciclo trecentesco delle Storie di sant'Orsola, tra le opere maggiori di Tomaso da Modena, riscoperto nel 1882-83 dall'abate Luigi Bailo in una cappella, mentre la chiesa era già sconsacrata e in fase di pieno decadimento.
La chiesa, dal 2021, è sede del Museo nazionale Collezione Salce. 

## Galleria d'immagini

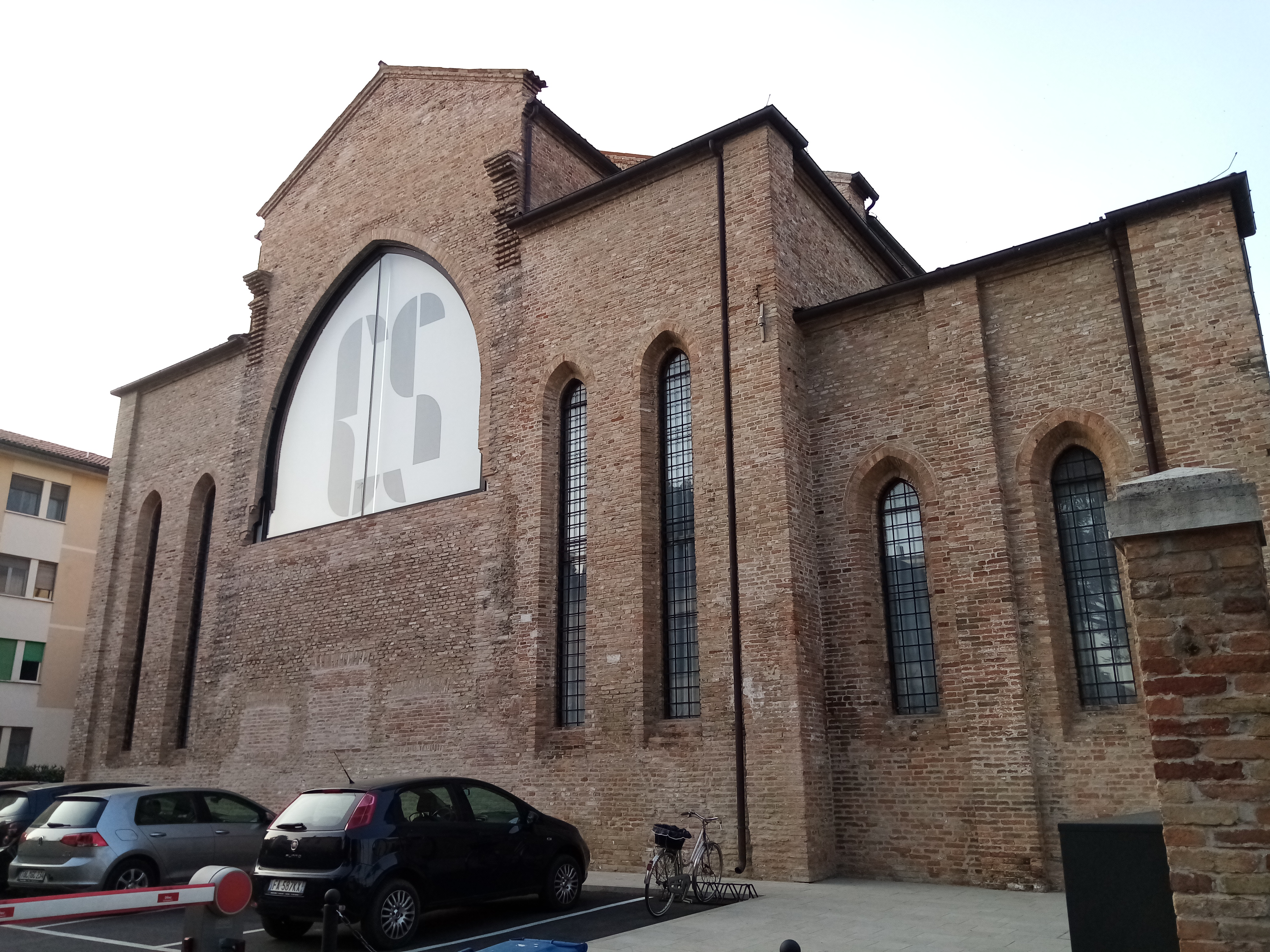
L'abside della chiesa attualmente, dopo i lavori di restauro del 2014-2020.
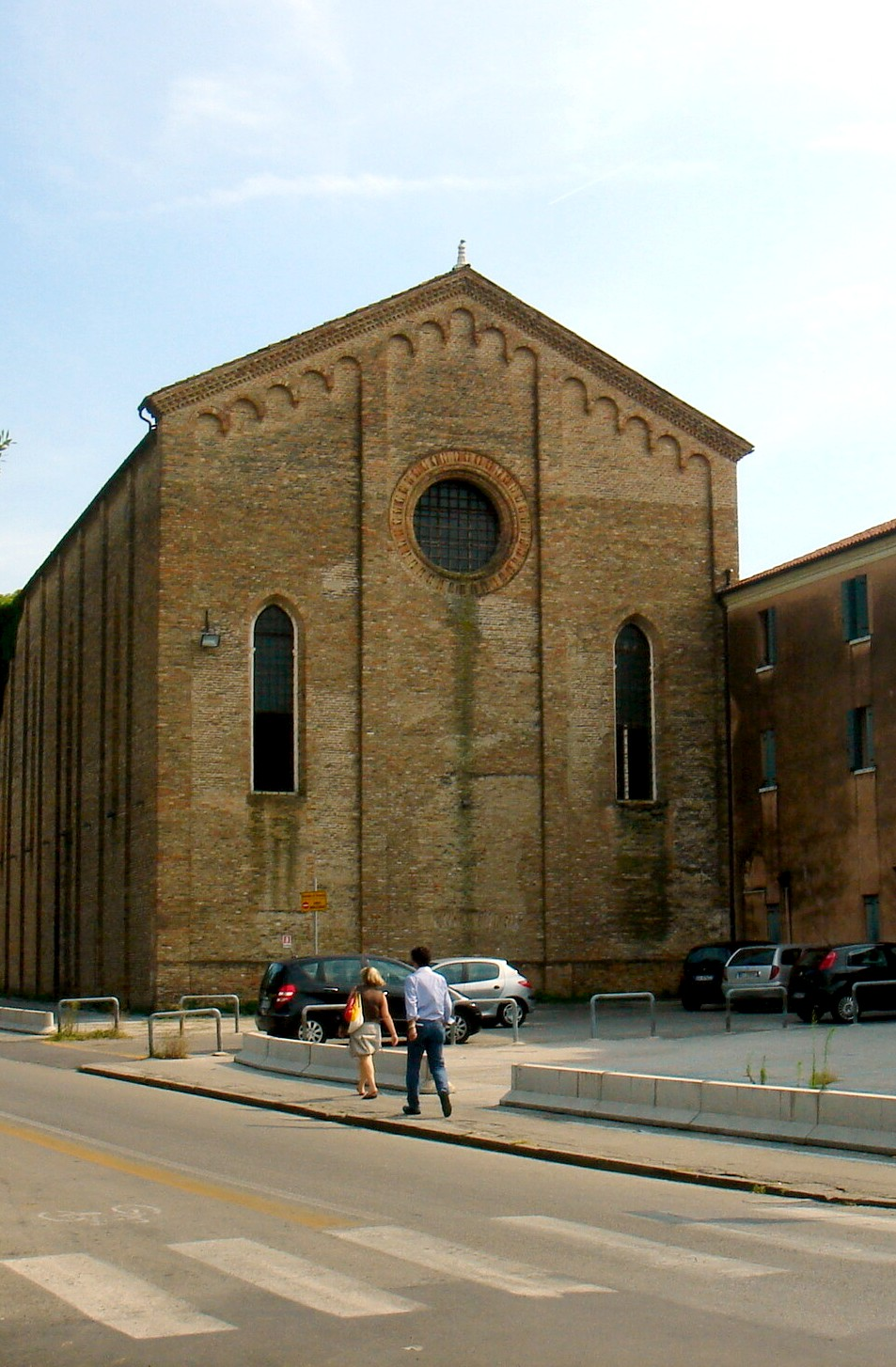
La facciata come si presentava nel 2010, prima del restauro.